# Alessio Issupoff
Alessio Issupoff (Vjatka, 10 marzo 1889 – Roma, 17 luglio 1957) è stato un pittore russo.

## Biografia
Aleksej Vladimirovič Isupov, noto col nome italianizzato di Alessio Issupoff, nacque a Vjatka (l'attuale Kirov) il 10 marzo del 1889. Figlio di un intagliatore e doratore di icone, imparò a dipingere dagli artigiani pittori che lavoravano col padre. Volendo dare espressione alla propria creatività artistica, il giovane Alessio non intraprese il mestiere paterno ma lasciò Vjatka per Mosca, dove frequentò la Scuola di Pittura, Scultura e Architettura.
Gli fu mentore il pittore Apollinarij Michajlovič Vasnecov, fratello di Viktor, che lo introdusse nel milieu artistico moscovita e lo aiutò a trovare lavoro. Studiando e visitando musei, Issupoff formò il proprio “gusto” estetico modulandolo sull'arte contemporanea russa e francese. Oltre a Vasnetsov, ebbe come maestri Valentin Serov e Konstantin Korovin, che lo educarono alla pittura di genere, a quella paesaggistica e alla ritrattistica. Ottenuto il diploma nel 1912, prese a viaggiare nella regione degli Urali. Assegnato alla guarnigione di Taškent, evitò di fare la cruda esperienza della prima guerra mondiale. Finito il servizio militare, viaggiò per il Turkestan immergendosi in un ambiente variopinto e “magico”, che avrebbe segnato fortemente la sua pittura. Molte delle sue opere più note, infatti, offrono suggestive visioni delle più remote lande dell'Asia Centrale.
Stabilitosi a Samarcanda con la moglie Tamara Nikolaevna, svolse qui le funzioni di direttore del locale Comitato di Restauro e Conservazione delle opere d'arte e dei monumenti cittadini. Si perfezionò allora nella tecnica della tempera su pannello ligneo creando opere che, nello stile, si richiamano alla tradizionale pittura delle icone. Il ritorno a Mosca, avvenuto nel 1921, segnò l'inizio del periodo più sofferto della sua vita privata. Trovatosi in ristrettezze economiche, Issupoff si ridusse a fare l'artista “di regime”, ovvero a dipingere ritratti di alti dirigenti sovietici e scene ispirate alla Rivoluzione Russa e alle imprese dell'Armata Rossa. Ancora una volta fu Vasnetsov ad aiutarlo, trovandogli un lavoro salariato all'interno di uno dei tanti Comitati moscoviti. Afflitto da problemi di salute, nel 1926 si recò in Italia per curarsi. La sua vita ebbe allora una svolta radicale.  
L'Italia fu il luogo della sua rinascita, personale e artistica. Issupoff vi trovò subito una benevola e lusinghiera accoglienza. Ebbe, fin dal suo arrivo, occasione di farsi apprezzare dalla critica e dal pubblico. Già nel 1926 fu allestita la sua prima personale a Roma. Seguirono numerose altre mostre nelle più importanti città della Penisola e, nel 1930, la XVII Biennale di Venezia “consacrò” l'opera del pittore russo. Godendo di stima, d'agiatezza e di libertà d'espressione l'artista decise di non rimpatriare.
Quanto sofferta fosse stata tale decisione è dimostrato dalla produzione stessa di Issupoff. Dipingendo “a memoria”, egli ricreò la Russia che aveva lasciato. Non quella sovietica, ma quella pre-rivoluzionaria che aveva conosciuto nell'infanzia e nella giovinezza. «Le impressioni che egli serba del suo paese ritornano nei nuovi quadri con maggiore ricchezza di motivi e ampiezza di svolgimenti: lande brumose, i fiumi che solcano, gelidi e cupi, la campagna bianca di neve, betulle che ricamano le loro frappe argentate tra veli di nebbia, e cavalli al pascolo, alla slitta, alla troika, all'aratro». La nostalgia, unita alla salute malferma, acuì la depressione, che lo colpì in età avanzata facendolo rintanare in casa propria e isolandolo dal mondo. Negli ultimi anni, racconta la moglie Tamara, dipinse pochissimo e non fu mai presente all'inaugurazione delle mostre a lui dedicate. Morì a Roma il 17 luglio 1957 e fu sepolto al cimitero del Testaccio.
Nove anni dopo, Tamara tornò in Russia portando con sé i dipinti ereditati dal marito. Molte di queste opere furono da lei donate al museo d'arte di Vjatka, la città natale di Issupoff.

## Temi, stili e orientamenti
Issupoff dipinse, principalmente, i luoghi e i volti del proprio Paese d'origine. Quando ritraeva una contadina italiana, la sua mano disegnava un volto dai lineamenti slavi, mentre la piccola campagna del centro-Italia, sulla sua tela, diventava un angolo della sconfinata Russia. La figura femminile, la scena di genere e il paesaggio furono i temi da lui prediletti. Data la frequenza con cui appaiono nelle sue opere, si può dire che amasse molto i cavalli. «I cavalli dell'Issupoff» scrive Giorgio Nicodemi «non sono quelli delle riunioni eleganti (...) sono quelli dei contadini o dei piccoli proprietari russi, attaccati a vetture o montati da gente che sa stare bravamente in sella».
Da giovane, Issupoff si sarebbe potuto etichettare come “pittore orientalista”, mentre in età matura fu soprattutto ritrattista e paesaggista. La pennellata larga e la supremazia data al colore (invece che al disegno) esprimono la sua volontà di mettere in risalto lo spirito piuttosto che la forma delle cose. Ciò risulta evidente in talune scene dipinte con tratti così elementari da rasentare il bozzetto. Si direbbe, allora, che la vivida soggettività dell'artista Issupoff prevalga sul mondo “oggettivo”. Egli, dunque, «è da collocarsi tra i maestri che trassero dall'Impressionismo la norma d'un dipingere aperto e respirante di luce».